# Vi bara lyder
Vi bara lyder – en berättelse om Arbetsförmedlingen är en svensk arbetskritisk bok av sociologen Roland Paulsen utgiven på Bokförlaget Atlas 2015. Boken bygger på Paulsens egna erfarenheter av Arbetsförmedlingen och intervjuer med arbetsförmedlare.

## Adaptioner
Intervjuerna användes i dockföreställningen Funktionell dumhet i regi av Erik Holmström med premiär i Malmö den 27 april 2015. Dockföreställningen filmatiserades sedan av Holmström och Fredrik Wenzel med titeln "Vi bara lyder". Filmen hade premiär 2018. Medverkade gjorde bl.a. skådespelaren Märta Lundin. Filmen vann pris som bästa kortdokumentär på IDFA 2017 och var nominerad till en Guldbagge 2019 för bästa kortfilm.